# Kulturfabrik Roth

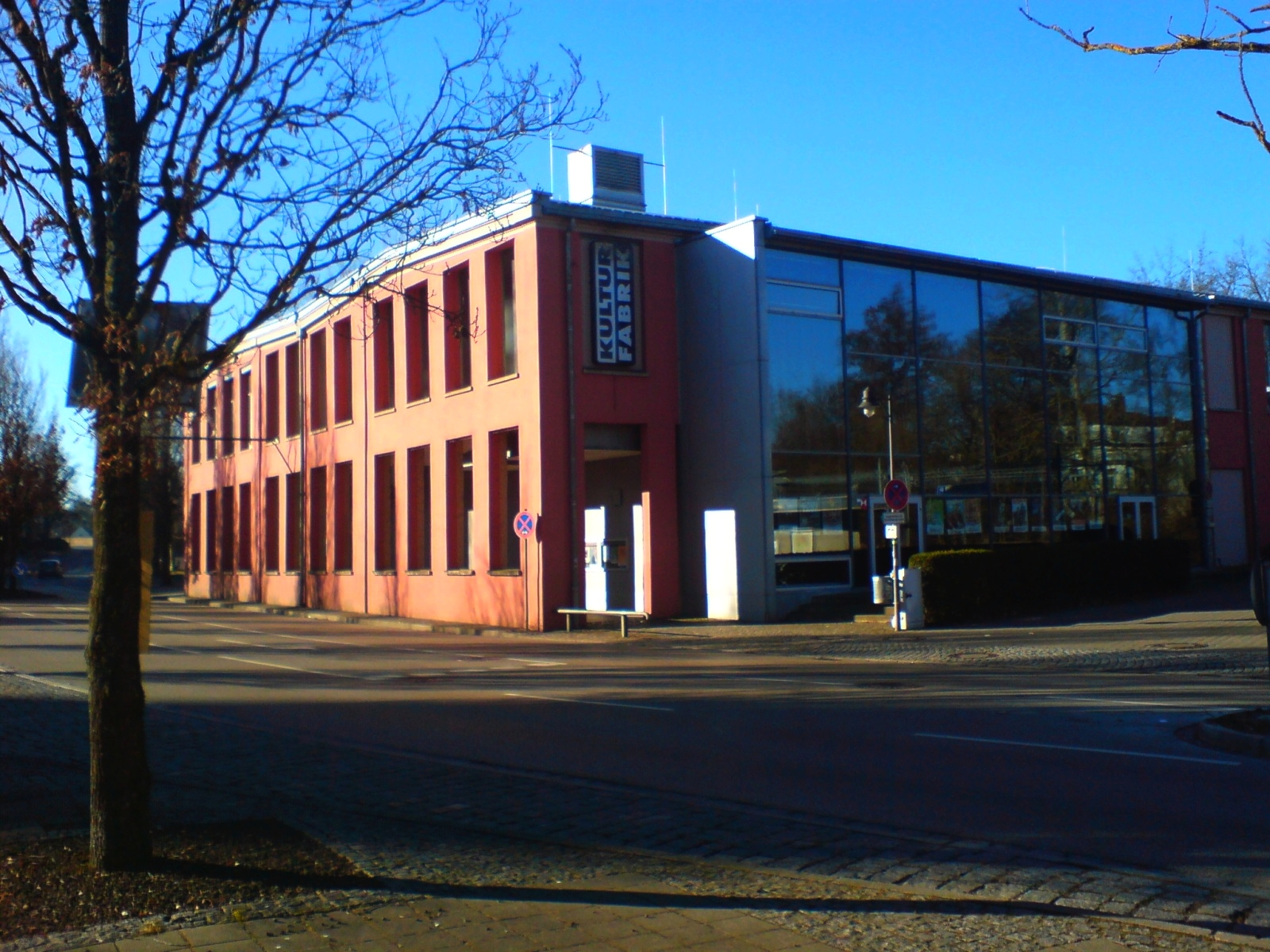
Kulturfabrik Roth, Blick von Norden (2017)

Die Kulturfabrik Roth (oft kurz KuFa) ist eine als Mehrspartenhaus konzipierte Veranstaltungshalle in der mittelfränkischen Kreisstadt Roth und die einzige regelmäßig bespielte Kulturstätte am Ort.

## Geschichte
Die Kulturfabrik wurde 1992 als Mehrzweckhalle ausgestaltet und ist seither, neben einer Vielzahl von Einzelveranstaltungen, der Hauptspielort der Rother Bluestage. Im Jahr 1995 kam das Kindertheaterfestival hinzu und 2004 der Rother Kabarettherbst. Eigentümer und Träger der Einrichtung ist die Stadt Roth. Im zweijährigen Turnus finden Künstlerfeste mit Arbeiten regionaler Künstler statt.
Der Bayerische Rundfunk hat 1994 einen Film unter dem Titel „Der Name ist Programm“ über die Kulturfabrik gedreht sowie 2017 eine weitere Reminiszenz zu deren 25-jährigem Bestehen.
Weiterhin entstand ein Kurzfilm über die Rother Bluestage.

## Gebäude
Der Backsteinbau wurde 1908 als Galvanisierungshalle der Leonischen Drahtwerke erbaut und in dieser Funktion in den 1970er Jahren stillgelegt. Nach einigem Leerstand erfolgte zum Ende der 1980er Jahre unter der Leitung des Münchener Architekturbüros Molenaar der Umbau zum Veranstaltungsort. Dabei wurde das Gebäude teilweise mit einer Glaskonstruktion ummantelt. Für die Architektur der Umgestaltung wurde 1993 der bayerische BDA-Preis vergeben. 2008 wurde die Kulturfabrik saniert und um eine Kulturbar erweitert.
Die Veranstaltungshalle hat eine Größe von 273 m², ist barrierefrei zugänglich und fasst bis zu 800 (bestuhlt 450) Zuschauer. Eine etwa 75 m² große Bühne ist fest eingebaut, Zusätzlich stehen ein Foyer mit knapp 400 m², mehrere kleinere Mehrzweckräume und Einrichtungen zur Bewirtung der Besucher zur Verfügung. Die Räume können auch von Vereinen oder Firmen für Veranstaltungen angemietet werden.

## Veranstaltungen (Auswahl)
Gespielt wurden in den Jahren 1992 bis 2017 neben Theater, Kabarett und Jazz etwa 1500 Konzertveranstaltungen.
Nennenswert sind beispielsweise James Brown, Gary Moore, Eric Burdon, Klaus Doldinger, John Mayall, Joe Zawinul, Katja Ebstein, Nina Hagen, Marianne Rosenberg, Weather Girls, Asia, Barclay James Harvest und Mother’s Finest. Aber auch die Bananafishbones, Anne Haigis, Jamaram oder Los Skalameros fanden in der Kulturfabrik Roth ebenso ein Publikum wie Haindling, Spider Murphy Gang, Konstantin Wecker und Rainhard Fendrich.
Als Kabarettisten traten u. a. auf Django Asül, Willy Astor, Dieter Nuhr, Monika Gruber, die Wellküren, Bruno Jonas, Rick Kavanian, Rolf Miller, Georg Ringsgwandl, die Biermösl Blosn, El Mago Masin und Urban Priol.